# Bija baja buf
Bija baja buf ili Bija, baja, smrt je kriminalistićki roman Agathe Christie s Herculeom Poirotom iz 1955.

## Radnja
Slučaj kleptomanije u studentskom domu nije tipičan slučaj za Herculea Poirota. No kad vidi nestale i vandalizirane stvari - stetoskop, hlače, kutiju čokolada, ruksak i dijamantni prsten nađen u tanjuru juhe - čestitao je ravnateljici, gospođi Hubbard na "jedinstvenom i prekrasnom problemu". I uz to ako je to samo obični lopov zašto je cijeli dom tako prestrašen. 

## Ekranizacija
Ekraniziran je u šestoj sezoni (1994.–96.) TV-serije Poirot s Davidom Suchetom u glavnoj ulozi.

## Poveznice
- Bija baja buf  Arhivirana inačica izvorne stranice od 14. srpnja 2014. (Wayback Machine) na Agatha-Christie.net, najvećoj domaćoj stranici obožavatelja Agathe Christie